# Peter Hjørne
Peter Hjørne (født 27. januar 1944, død 26. april 2018) var en dansk jurist og forsvarsadvokat med møderet for Højesteret.
Han blev cand.jur. fra Aarhus Universitet i 1970. I 1973 blev han advokat, og fra 1988 arbejdede han med straffesager.
Peter Hjørne er kendt for at have haft mange kontroversielle klienter, f.eks. mordere, pædofile og narkohandlere, herunder en række prominente personer. Særligt kendt er han for at repræsentere medlemmer af rockerklubberne Hells Angels og Bandidos.
8. december 2006 blev han i Østre Landsret idømt 60 dages ubetinget fængsel og frakendt sin bestalling som advokat i to år for bl.a. at have videregivet fortrolige oplysninger fra et grundlovsforhør. Dommen omfattede tillige et forhold, hvor 
Peter Hjørne havde tilskyndet en journalist fra Ekstra Bladet til at snyde sig til et interview med en fængslet klient samt givet samme journalist lov til at læse fortrolige papirer, ligesom Hjørne blev fundet skyldig i at have anmeldt en uskyldig arrestforvarer for at lukke Ekstra Bladets journalist ind til den indsatte. Sagen var ret opsigtsvækkende, da Ekstra Bladets journalist valgte at bryde kildebeskyttelsen og vidnede mod Peter Hjørne, da denne følte at Peter Hjørne mistede sin kildebeskyttelse ved først at instruere det ulovlige interview og derefter få journalisten straffet ved at politianmeldelse hans interview for bl.a. at få ram på en uskyldig arrestforvarer, som Peter Hjørne angiveligt havde et horn i siden på.  I 2005 var Peter Hjørne tiltalt i en lignende sag, hvor han dog blev frikendt af såvel byret som landsret.
I december 2008 genoptog Peter Hjørne sit virke som forsvarsadvokat, og har siden da ført mange både små og store sager. Bl.a. har Peter Hjørne repræsenteret de to kvindelige palæstinensisk fødte tolke, der anmeldte deres foresatte Annemette Hommel for tortur (frikendt ved Østre Landsret) med krav om erstatning på halv mio kr. fra Forsvarsministeriet.
Peter Hjørne har siden 2004 været medlem af Minoritetspartiet. Medlemskabet ophørte med partiets opløsning i 2007.